# MRNA去帽

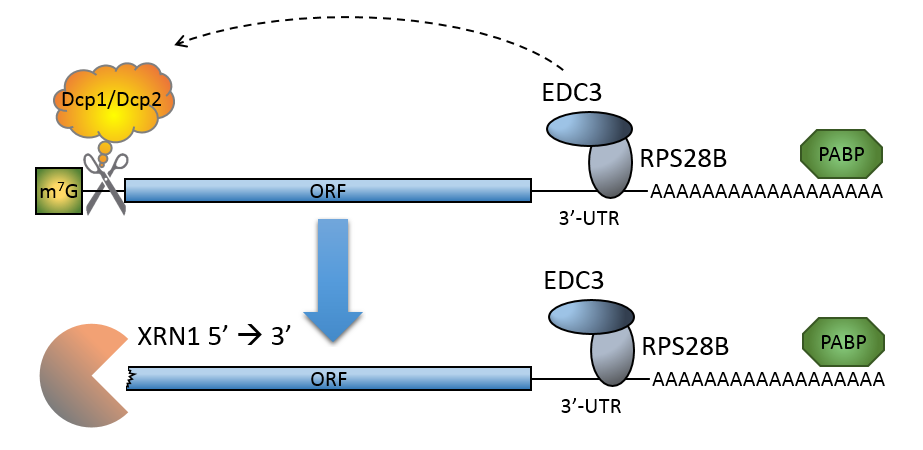
mRNA去帽與降解示意圖

mRNA去帽（mRNA decapping）又稱mRNA脫帽，是細胞中將mRNA的5′端帽水解還原成5′磷酸基的反應。真核生物細胞中正活躍轉譯的mRNA會與多核糖體結合，5′端帽會與eIF4E、eIF4G等起始因子結合而難與去帽酶接觸，在養分缺乏或受病毒感染等逆境中mRNA的轉譯可能被抑制，使5′端帽裸露，DCP2等去帽酶可將其5′端帽移除，之後mRNA的5′磷酸基會被RNA外切酶Xrn1等識別，使mRNA被快速降解 。去帽與mRNA降解可能皆是在處理小體（P-body）中進行。原核生物中也有類似機制，mRNA的5′端帽則可被RppH等去帽酶水解，將三磷酸基轉為單磷酸基，促進RNA被降解。
真核生物中具無義突變的mRNA轉譯時會觸發无义介导的mRNA降解（NMD）途徑，將mRNA去帽後降解。一些miRNA也可促進去帽酶與其目標的mRNA結合，進而將其去帽降解。